# Eucteanus elegans
Eucteanus elegans es una especie de coleóptero de la familia Endomychidae.

## Distribución geográfica
Habita en Birmania y en el Tíbet.